# 石喬
石乔（3世纪—300年），字弘祖，西晋渤海郡南皮县人，石苞第二子。
石乔历任尚书郎、散骑侍郎。晋武帝既召石乔不至，深疑石苞必叛。石苞去见晋武帝，晋武帝对他说“卿子几破卿门”。石苞于是废黜石乔，终身不让他出仕。石乔有秽行，迁徙到顿丘，与弟石崇一起被杀。二子石超、石熙逃走免祸。

## 子
- 石超，八王之乱时是成都王司马颖麾下将领，最后与范阳王司马虓作战时被杀。
- 石熙，永嘉年间曾任太傅、东海王司马越参军。